# 2.º distrito congresional de Nuevo Hampshire
El 2.º distrito congresional es un distrito congresional que elige a un Representante para la Cámara de Representantes de los Estados Unidos por el estado de Nuevo Hampshire.  Según la Oficina del Censo, en 2011 el distrito tenía una población de 658 126 habitantes. Actualmente el distrito está representado por la Demócrata Ann McLane Kuster.

## Geografía
El 2.º distrito congresional se encuentra ubicado en las coordenadas 43°45′51″N 71°43′17″O / 43.76417, -71.72139.

## Demografía
Según la Oficina del Censo de los Estados Unidos, en 2011 había 658 126 personas residiendo en el 2.º distrito congresional. De los 658 126 habitantes, el distrito estaba compuesto por 630 489 (95.8%) blancos; de esos, 621 185 (94.4%) eran blancos no latinos o hispanos. Además 5 744 (0.9%) eran afroamericanos o negros, 1 456 (0.2%) eran nativos de Alaska o amerindios, 14 965 (2.3%) eran asiáticos, 153 (0%) eran nativos de Hawái o isleños del Pacífico, 4 713 (0.7%) eran de otras razas y 9 910 (1.5%) pertenecían a dos o más razas. Del total de la población 18 635 (2.8%) eran hispanos o latinos de cualquier raza; 4 192 (0.6%) eran de ascendencia mexicana, 5 719 (0.9%) puertorriqueña y 870 (0.1%) cubana. Además del inglés, 1 158 (2.1%) personas mayor a cinco años de edad hablaban español perfectamente.
El número total de hogares en el distrito era de 256 819, y el 67.9% eran familias en la cual el 29.3 tenían menores de 18 años de edad viviendo con ellos. De todas las familias viviendo en el distrito, solamente el 54.7% eran matrimonios. Del total de hogares en el distrito, el 6.8 eran parejas que no estaban casadas, mientras que el 0.5% eran parejas del mismo sexo. El promedio de personas por hogar era de 2.48. 
En 2011 los ingresos medios por hogar en el distrito congresional eran de US$61 830, y los ingresos medios por familia eran de US$89 948. Los hogares que no formaban una familia tenían unos ingresos de US$81 427. El salario promedio de tiempo completo para los hombres era de US$52 470 frente a los US$41 126 para las mujeres. La renta per cápita para el distrito era de US$30 563. Alrededor del 5.2% de la población estaban por debajo del umbral de pobreza.